# Amore oggi
Amore oggi è un film per la televisione del 2014, diretto da Giancarlo Fontana e Giuseppe G. Stasi, giovani cineasti provenienti dal web.

## Trama
Il film si divide in quattro episodi, che raccontano con ironia e cinismo l'amore, e le difficoltà che ne derivano, ai tempi della crisi economica.

### Episodio 1: "Precari"
Andrea e Luisa sono una coppia serena, nonostante le difficoltà quotidiane e lavorative. Desiderosi di mettere su famiglia, decidono di rivolgersi ad un bizzarro medico esperto in fertilità. Dopo aver perso tutti i loro risparmi nel crack finanziario del loro istituto di credito, la Credici Bank, la coppia decide di inventarsi un lavoro fuori dagli schemi.

### Episodio 2: "Ragazza dei miei sogni"
Mimmo è un giovane operatore video che durante una processione religiosa a Matera inquadra una bellissima ragazza. Innamoratosi della ragazza, Mimmo cerca di rintracciarla in tutti i modi, utilizzando TV e social network. Un astuto produttore televisivo lo convince ad incontrare la sua amata sotto l'occhio indiscreto delle telecamere.

### Episodio 3: "Narciso"
Paride è un giovane sovrappeso dedito al cibo spazzatura e alla vita sedentaria. Quando viene lasciato dalla fidanzata, Paride decide di riconquistarla mettendosi a dieta e affidandosi alle cure di uno spietato personal trainer. Dopo essere diventato un ragazzo dal corpo scultoreo e sexy, capisce di amare più sé stesso dell'ex-fidanzata.

### Episodio 4: "Il campione"
Mario Marinelli è un calciatore di serie A, costretto in panchina dopo un infortunio. Le cronache parlano più dei suoi veri o presunti flirt piuttosto che delle sue imprese calcistiche. Ma in realtà Mario è omosessuale e deve nascondersi dallo spietato mondo del calcio, fatto di omofobia e dirigenti senza scrupoli. Dovrà decidere se continuare a mentire o assecondare i suoi sentimenti.

## Produzione
Il film è stato girato in Basilicata (Matera e Irsina), Roma, Rio De Janeiro e Parigi.